# فرودگاه سیتدل
فرودگاه سیتدل  (به انگلیسی: The Citadel Airport) یک فرودگاه خصوصی است که یک باند فرود خاک دارد و طول باند آن ۵۴۸ متر است. این فرودگاه در کشور ایالات متحده آمریکا قرار دارد و در ارتفاع ۹۳۷ متری از سطح دریا واقع شده است.